# 627 (číslo)
Šest set dvacet sedm je přirozené číslo. Následuje po čísle šest set dvacet šest a předchází číslu šest set dvacet osm. Římskými číslicemi se zapisuje DCXXVII a řeckými číslicemi χκζ.

## Matematika
627 je:
- Deficientní číslo
- Složené číslo
- Nešťastné číslo

## Astronomie
- (627) Charis je planetka hlavního pásu, kterou objevil v roce 1907 August Kopff

## Roky
- 627
- 627 př. n. l.